# Grus (constelación)
Grus o la Grulla es una constelación austral. Es una de las 20 constelaciones creadas por Pieter Dirkszoon Keyser y  Frederick de Houtman entre los años de 1595 y 1597, y su primera aparición es en el libro Uranometria de Johann Bayer en 1603.

## Características destacables

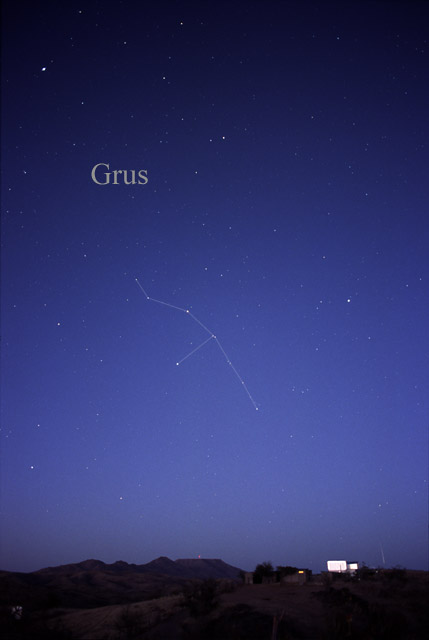
Constelación de Grus

α Gruis, llamada oficialmente Alnair, es la estrella más brillante en la constelación. Es una estrella blanco-azulada de tipo espectral B6V y 13 920 K de temperatura efectiva distante 101 años luz.
Tiaki (β Gruis), la segunda estrella más brillante de la constelación, es una gigante roja de tipo M4.5III con una temperatura superficial de 3480 K y una luminosidad 2500 veecs mayor que la luminosidad solar.
Como muchas de las estrellas de su clase, Tikai es una variable semirregular, siendo su variación de brillo de 0,34 magnitudes.
La tercera estrella más brillante de Gruis, Aldhanab (γ Gruis), es de tipo B8IV-V, se localiza a 211 años luz y es 373 veces más luminosa que el Sol.
ε Gruis es una subgigante blanca de tipo espectral A2IVn con una temperatura efectiva de 8137 K.
Otra estrella de interés es π1 Gruis, estrella de tipo S catalogada como S5,7e.
Con una temperatura de solo 3400 K, fue elegida como prototipo de la clase espectral S
y es una de las estrellas más brillantes de este grupo.
Las observaciones de espectroscopia e interferometría indican la presencia de una fina envoltura de polvo rodeando a la estrella; esta envoltura parece estar formada por partículas de silicato (70 %) y aluminio amorfo (30 %).
Grus contiene diversas estrellas con planetas extrasolares.
La más brillante entre ellas es τ1 Gruis, una enana amarilla de tipo G0V que está empezando a evolucionar y que posee una elevada metalicidad, un 74 % mayor que la del Sol. En torno a esta estrella orbita un planeta con una masa mínima 1,26 veces mayor que la masa de Júpiter.
Itonda, nombre asignado a HD 208487, es una estrella G2V muy parecida al Sol con un planeta cuya masa mínima es la mitad de la masa de Júpiter.
HD 213240 es otra estrella amarilla —enana o posiblemente también evolucionando hacia la etapa de subgigante— con un planeta gigante separado unas 2 ua de la estrella.
Finalmente, Gliese 832 es una enana roja de tipo M3V distante 16 años luz del sistema solar con un planeta cuya masa es igual al 80 % de la de Júpiter.
En esta constelación hay, al menos, dos enanas amarillas análogas al Sol.
Distante 52 años luz, HD 207129 tiene tipo espectral G2V y una luminosidad un 26 % mayor que la luminosidad solar. Asimismo, posee una metalicidad —abundancia relativa de elementos más pesados que el helio— igual a la del Sol ([Fe/H] = 0,00).
Por su parte, HD 210918 está a 72 años luz de la Tierra y tiene también tipo G2V; con una temperatura efectiva de 5761 K es un 30 % más luminosa que el Sol.
Entre los objetos de cielo profundo está la nebulosa planetaria IC 5148, distante 4000 años luz aproximadamente. Con un diámetro de un par de años luz, continúa expandiéndose a una velocidad de más de 50 km/s, una de las mayores observadas entre las nebulosas planetarias.
NGC 7424 es una galaxia espiral barrada que se encuentra a 37,5 millones de años luz. Tiene unos 100 000 años luz de diámetro y sus brazos espirales están bien definidos.
Otro objeto de interés es el llamado cuarteto de Grus, grupo de cuatro galaxias interactuando entre sí.

## Estrellas

### Estrellas principales
- α Gruis (Al Nair o Alnair), estrella subgigante blanco-azulada de magnitud 1,73, la más brillante de la constelación. Se encuentra a poco más de 100 años luz.
- β Gruis, gigante roja y variable irregular cuyo brillo varía entre magnitud 2,0 y 2,3.
- γ Gruis (Aldhanab), gigante blanco-azulada de magnitud 3,01.
- δ Gruis, denominación compartida por dos estrellas distintas: δ1 Gruis, una gigante amarilla de magnitud 3,97, y δ2 Gruis, gigante roja y variable irregular de magnitud 4,12. Se piensa que las dos estrellas no están físicamente relacionadas.

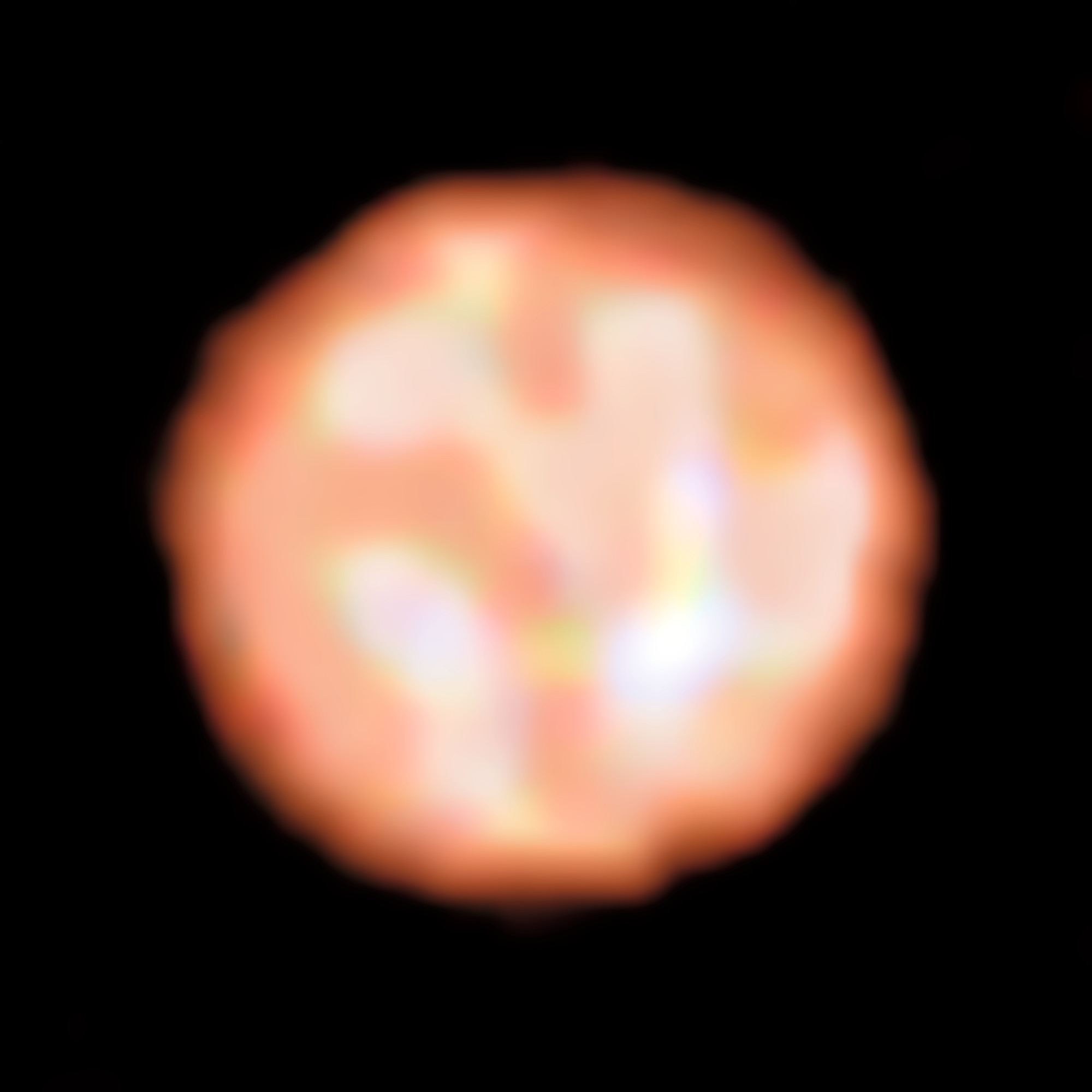
Imagen de π^{1} Gruis obtenida con el VLT

- ε Gruis, subgigante blanca de magnitud 3,49.
- μ Gruis puede aludir a μ1 Gruis o a μ2 Gruis; ambas son gigantes de magnitud 4,81 y 5,12 respectivamente.
- ο Gruis, estrella blanco-amarilla de magnitud 5,54.
- π Gruis puede referirse a π1 Gruis, variable semirregular de tipo S rodeada por una envoltura, o a π2 Gruis, estrella blanco-amarilla.
- τ Gruis, denominación compartida por tres estrellas diferentes: τ1 Gruis, estrella amarilla a 109 años luz de la Tierra en donde se ha descubierto un planeta extrasolar, τ2 Gruis, estrella binaria compuesta por dos enanas amarillas, y τ3 Gruis, estrella Am con un espectro peculiar.
- φ Gruis, estrella blanco-amarilla de magnitud 5,55.

### Otras estrellas condenominación de Bayer
- ζ Gru 4,11; η Gru 4,84; θ Gru 4,28; ι Gru 3,88; κ Gru 5,37; λ Gru 4,47; ν Gru 5,47; ξ Gru 5,29; ρ Gru 4,84; σ1 Gru 6,28; σ2 Gru 5,85; υ Gru 5,62

### Otras estrellas
- BK Gruis (HD 212385), variable Alfa2 Canum Venaticorum de magnitud 6,84.
- BP Gruis (HD 217522), estrella Ap de oscilaciones rápidas (roAp) de magnitud 7,53.
- BZ Gruis (HD 208435), estrella variable Delta Scuti con una variación de brillo de 0,08 magnitudes.
- CC Gruis (HD 214441), también una variable Delta Scuti con una oscilación en su brillo de 0,06 magnitudes.
- HD 207129, enana amarilla de magnitud 5,58; se halla rodeada por un disco circunestelar de polvo frío.
- HD 208487, estrella similar al Sol en donde se ha descubierto un planeta extrasolar.
- HD 210918, análogo solar —y posible gemelo solar— situado a 72 años luz de distancia.
- HD 211415 (HR 8501), estrella binaria compuesta por una enana amarilla similar al Sol de magnitud 5,37 y una enana roja separadas 3 segundos de arco. Se halla a 44 años luz de distancia.
- HD 213240, enana amarilla con un planeta de tipo W (gigante de agua).
- Gliese 832, tenue enana roja con un planeta. Está a 16,10 años luz del sistema solar.

## Objetos de cielo profundo

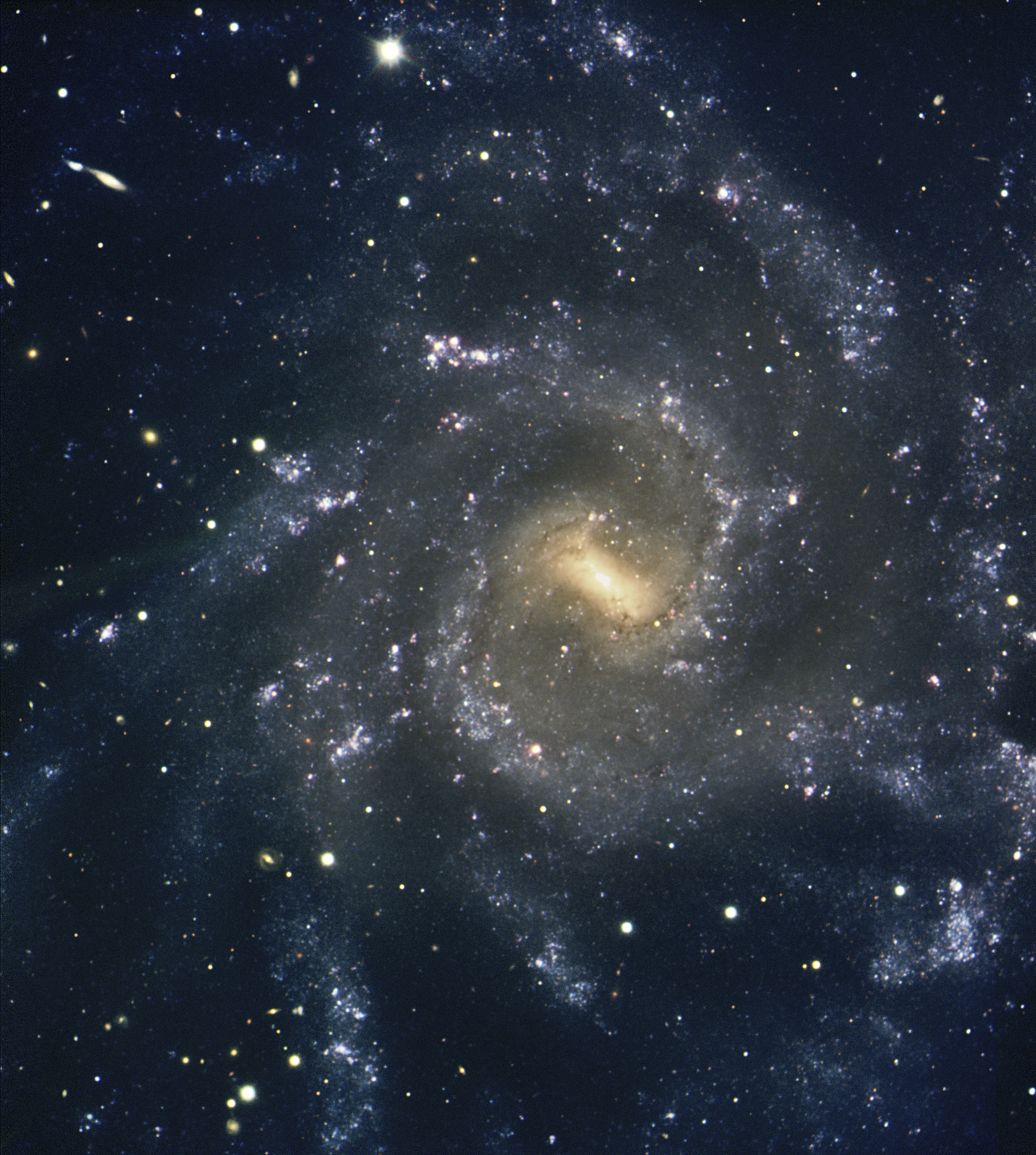
Imagen de NGC 7424 obtenida con VIMOS.

- IC 5148, nebulosa planetaria. Su velocidad de expansión, 50 km/s, es una de las mayores observadas.
- NGC 7410, galaxia espiral de forma alargada que tiene una inclinación aproximada de 45°.
- NGC 7424, galaxia espiral barrada de magnitud aparente 11,0 distante 37,5 millones de años luz. En esta galaxia fue observada a supernova SN 2001ig.
- Cuarteto de Grus, conjunto de cuatro galaxias (NGC 7552, NGC 7590, NGC 7599 y NGC 7582) que interactúan entre sí. Estas cuatro galaxias forman parte del Grupo de IC 1459.

## Historia y mitología

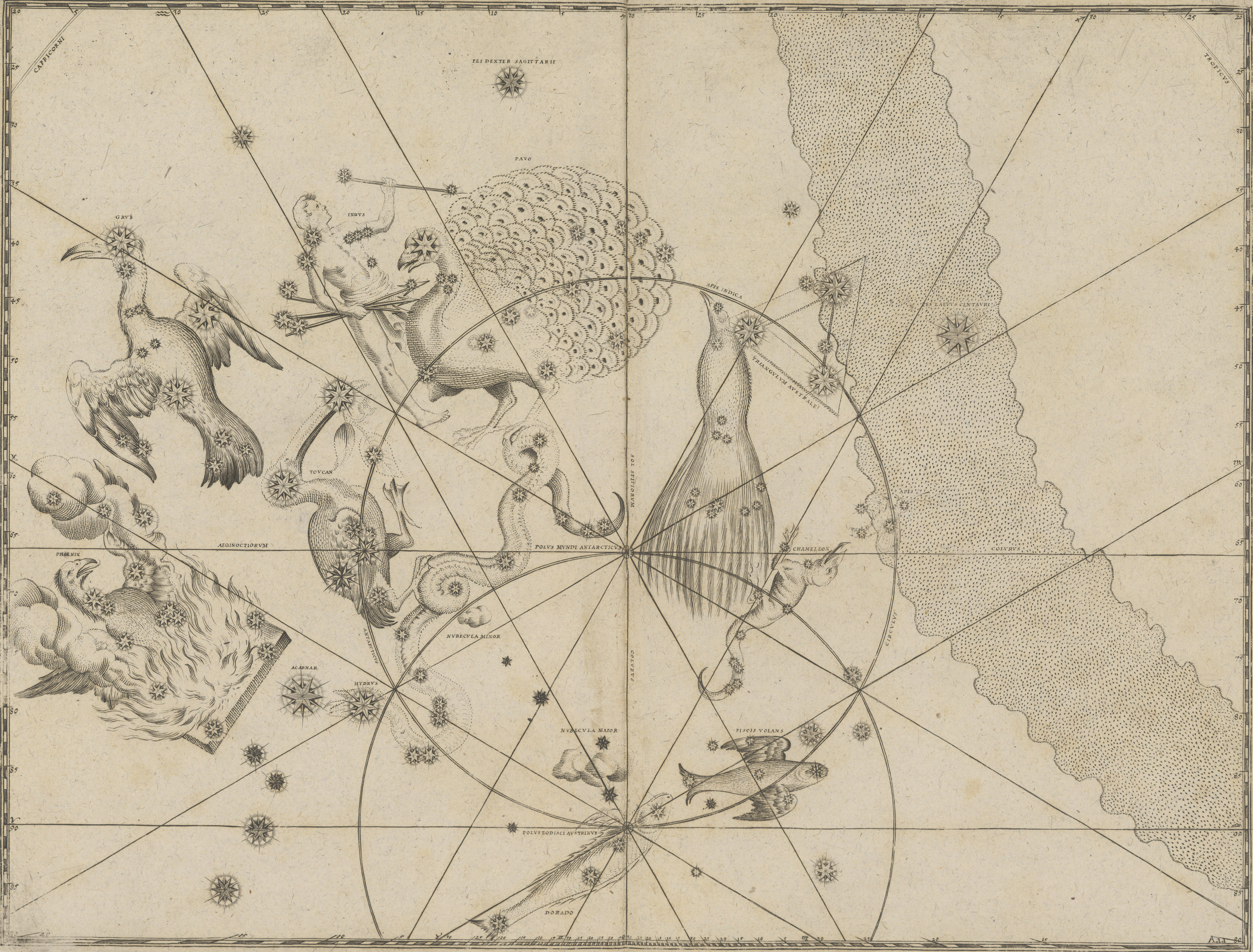
Imagen de la Uranometria de Johann Bayer; Grus aparece a la izquierda.

Hasta el siglo XVII Grus fue considerada parte de Piscis Austrinus. Los nombres, en lengua árabe, de muchas de sus estrellas reflejan esta clasificación. Dado que fue creada en el siglo XVII no tiene mitología relacionada.